# 大冶铁矿
大冶铁矿位于湖北省黄石市铁山区，有逾1700余年开采历史，自今仍在正常运作。

## 历史

### 古代
大冶铁矿最早开采记录可以追溯到三国吴黄武五年（公元226年），孙权在此“筑炉炼兵器”。南北朝时期，宋刘裕和隋炀帝都在此采矿，铸钱币，造兵器。南宋时，岳飞在此铸造“大冶之剑”与金兵作战。明朝开国不久，朱元璋在黄石地区设“兴国冶”，大冶铁山是兴国冶的主要矿石产区。

### 近現代

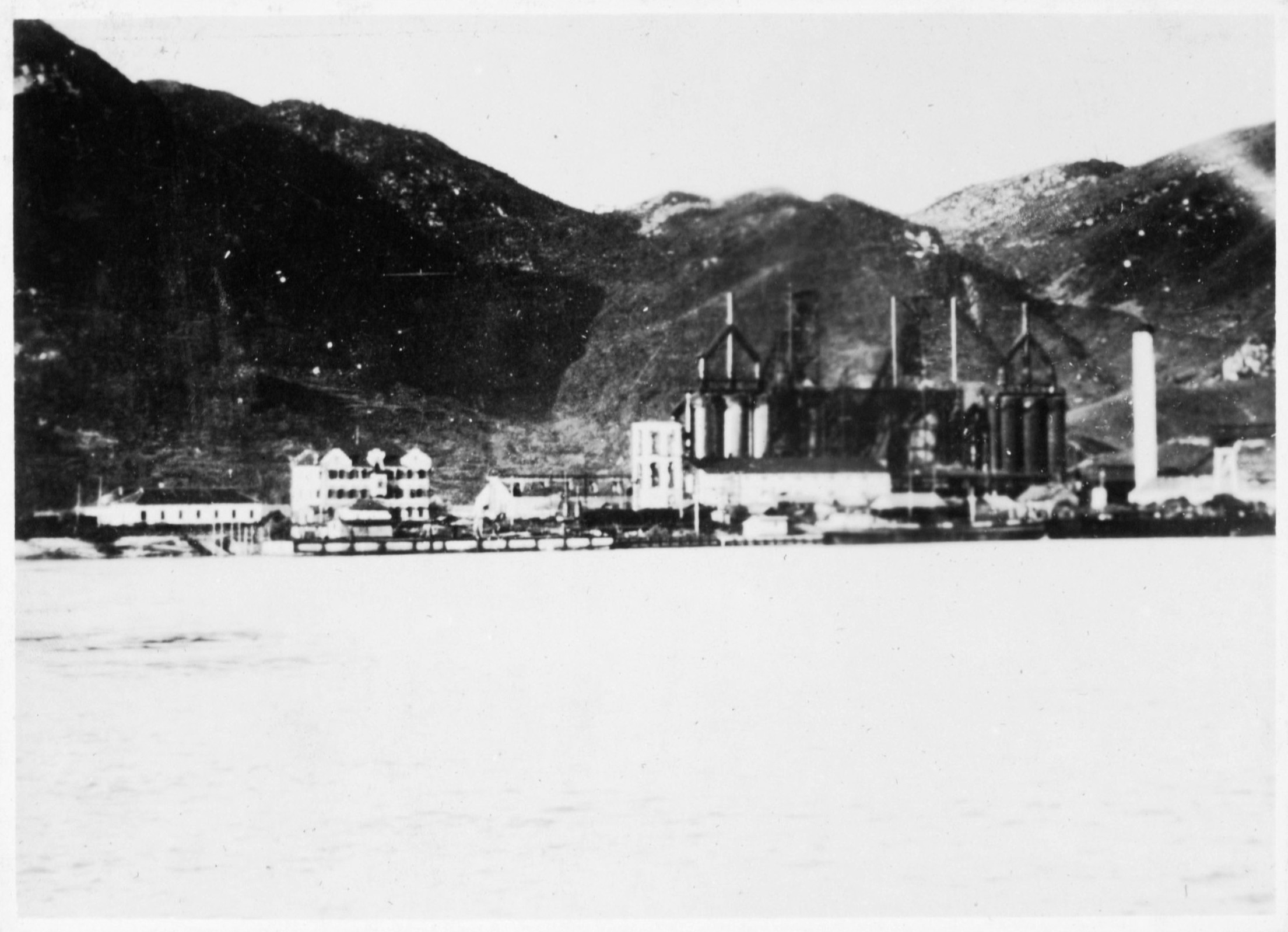
1930年代的大冶鐵山

清同治十三年（1874年），时任直隶总督兼北洋大臣的李鸿章，派幕僚盛宣怀到全国寻找煤铁产区，准备创办中国的钢铁工业。1877年秋，被盛宣怀聘用的英国矿师郭师敦在勘矿报告中说：“大冶县属铁矿较多……现就探见铁层铁脉约有五百余万吨之数。若以两座熔炉化之，足供一百年之用。”大冶的铁矿石净质为60%-66%，而世界上最好的铁矿石净质为70%。1889年，湖广总督张之洞兴办汉阳铁厂，位于大冶县的大冶铁矿，作为铁厂的原料产区，成为中国历史上第一家用机器开采的大型露天铁矿。1896年，矿厂交盛宣怀官督商办。1908年，盛宣怀将汉阳铁厂、大冶铁矿和萍乡煤矿合并，组成汉冶萍公司，大冶鐵礦是唯一保留下来和仍在运作的一个。现今，大冶铁矿隶属武钢集团矿业有限责任公司，有职工3042人。

## 黄石国家矿山公园
2007年，在大冶铁矿原址上，建設了中國首座國家礦山公園——黄石国家矿山公园。公园核心景觀「礦冶大峽谷」，東西長2200米、南北寬550米、最大落差444米、坑口面積達108萬平方米，是世界第一高陡边坡，被譽為「亞洲第一天坑」。原有的铁矿设施，則被改造成“井下探幽”“石海绿洲”“九龙洞天”等旅游景观。2018年，黄石国家矿山公园入选第一批中国工业遗产保护名录。